# إدوارد ستوري
إدوارد ستوري (بالإنجليزية: Edward Storey)‏ هو كاتب مسرحي وكاتب وشاعر بريطاني، ولد في 28 فبراير 1930، وتوفي في 18 نوفمبر 2018.